# Ole Schemion
Ole Schemion (* 12. September 1992 in Berlin) ist ein professioneller deutscher Pokerspieler.
Schemion hat sich mit Poker bei Live-Turnieren mehr als 19,5 Millionen US-Dollar erspielt und gehört damit zu den erfolgreichsten deutschen Pokerspielern. Seine ersten großen Erfolge waren 2012 der Sieg beim Main Event der Partouche Poker Tour in Cannes sowie beim Main Event der Master Classics of Poker in Amsterdam. Bei der European Poker Tour gewann er 2014 das High Roller und 2016 das Super High Roller. Darüber hinaus sicherte sich der Deutsche 2021 ein Bracelet bei der World Series of Poker und ist zweifacher Titelträger der World Poker Tour. Schemion stand 41 Wochen an der Spitze der Pokerweltrangliste, zuletzt im Juni 2015. Vom Global Poker Index wurde er 2013 als Spieler des Jahres ausgezeichnet.

## Persönliches
Schemion stammt aus Berlin.

## Pokerkarriere

### Werdegang

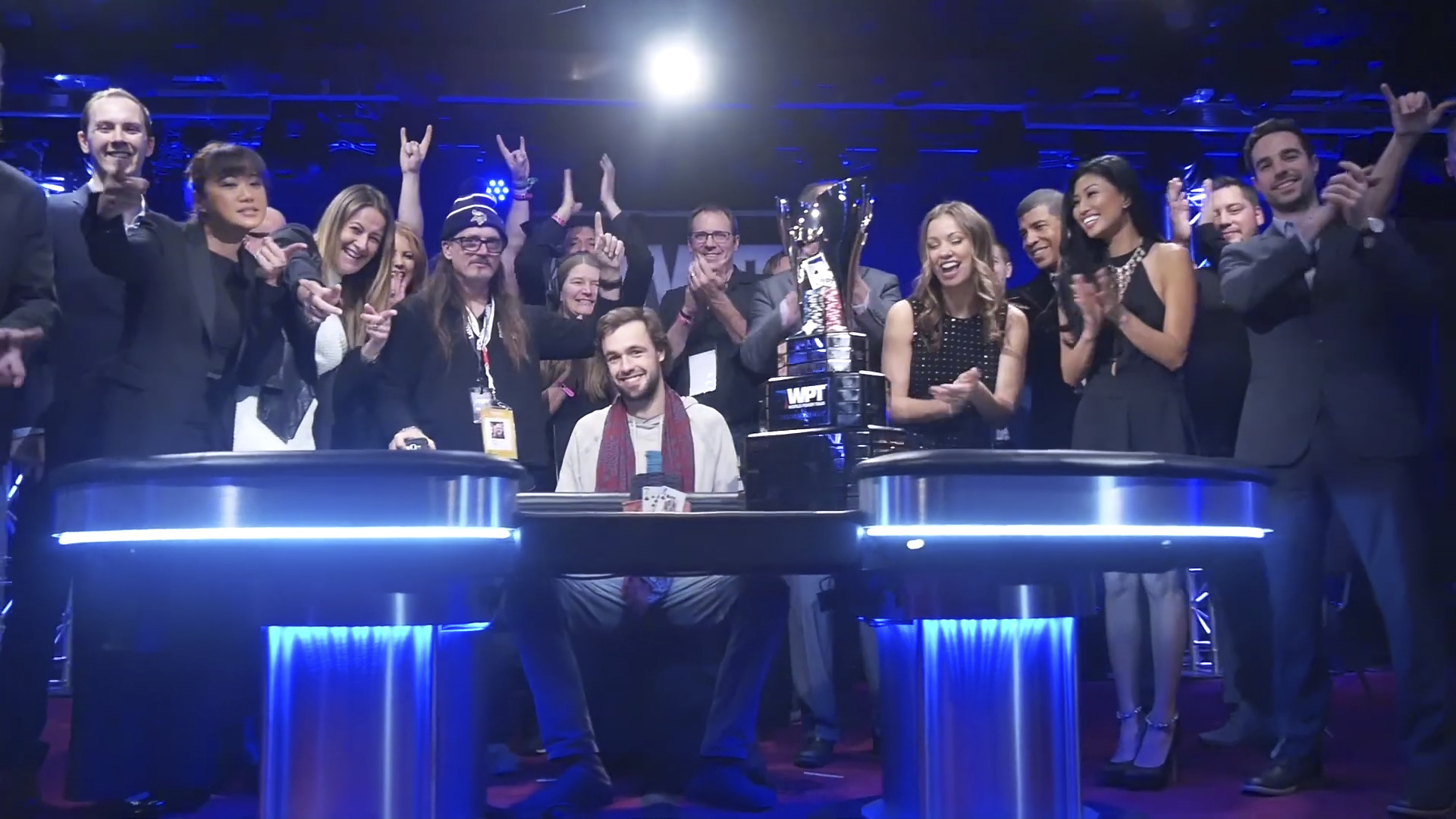
Schemion (sitzend) nach seinem Sieg beim WPT-Main-Event in Berlin (2018)

Schemion spielt auf der Onlinepoker-Plattform PokerStars unter dem Nickname wizowizo. Dort gewann er Mitte Januar 2020 das Main Event der Winter Series und sicherte sich eine Siegprämie von über 480.000 US-Dollar.
Seine erste Geldplatzierung bei einem Live-Turnier erzielte Schemion im April 2011 bei der European Poker Tour (EPT) in Berlin. Dort entschied er ein Side-Event mit einer Siegprämie von mehr als 50.000 Euro für sich. Anfang September 2012 gewann er das Main Event der Partouche Poker Tour in Cannes mit einem Hauptpreis von mehr als einer Million Euro. Im November 2012 siegte der Deutsche auch beim Main Event der Master Classics of Poker in Amsterdam und sicherte sich knapp 300.000 Euro. Mitte Januar 2013 belegte er beim EPT High Roller auf den Bahamas den mit über 350.000 US-Dollar dotierten vierten Platz. Ende Oktober 2013 übernahm Schemion erstmals für eine Woche die Führung in der Pokerweltrangliste. Mitte Dezember 2013 erreichte er beim EPT-Main-Event in Prag den Finaltisch und erhielt für seinen fünften Platz knapp 220.000 Euro. Im Januar 2014 wurde er vom Global Poker Index als Spieler des Jahres 2013 ausgezeichnet, da er über das Jahr hinweg die meisten Turnierpunkte gesammelt hatte. Mitte April 2014 gewann Schemion das High Roller der EPT in Sanremo mit einer Siegprämie von 265.000 Euro. Eine Woche später wurde er beim EPT Super High Roller in Monte-Carlo Siebter und erhielt weitere 307.000 Euro. Im Juli 2014 gewann der Deutsche das erste Aria Super High Roller im Aria Resort & Casino am Las Vegas Strip mit einer Siegprämie von über einer Million US-Dollar. Von Dezember 2014 bis Ende April 2015 stand er für 18 Wochen in Folge auf dem ersten Platz der Pokerweltrangliste und übertraf damit den bisherigen Rekord von 17 Wochen in Serie, der von Jason Mercier und Dan Smith aufgestellt worden war. Inzwischen wird der Rekord von Alex Foxen gehalten. Bei der Aussie Millions Poker Championship in Melbourne sicherte sich Schemion Anfang 2015 mit dem zweiten Platz bei der A$100.000 Challenge ein Preisgeld von 1,35 Millionen Australischen Dollar. Im Oktober 2015 war er bei der in Berlin stattfindenden World Series of Poker Europe erstmals bei einem Turnier der World Series of Poker (WSOP) erfolgreich und platzierte sich bei einem Event der Variante Pot Limit Omaha in den Geldrängen. Ende April 2016 gewann der Deutsche das 100.000 Euro teure Super-High-Roller-Event der EPT in Monte-Carlo mit einer Siegprämie von über 1,5 Millionen Euro und wurde nur zwei Tage später beim zweiten ausgespielten Super High Roller hinter Fabian Quoss Zweiter für weitere 850.000 Euro. Ein Jahr später erreichte er bei der PokerStars Championship in Monte-Carlo viermal die Geldränge, dabei erhielt er sein höchstes Preisgeld für den fünften Platz im Super High Roller für knapp 500.000 Euro. Mitte Januar 2018 gewann Schemion das Main Event der World Poker Tour (WPT) in Berlin mit einer Siegprämie von knapp 220.000 Euro. Ende April 2018 wurde er beim EPT Super High Roller in Monte-Carlo Vierter für 513.000 Euro. Bei der EPT in Prag belegte der Deutsche Mitte Dezember 2018 den zweiten Platz beim High Roller und erhielt rund 335.000 Euro. Anfang Juni 2019 gewann er das Baccarat Crystal WPT Tournament of Champions im Aria Resort & Casino und sicherte sich eine Siegprämie von rund 440.000 US-Dollar. Bei der WSOP 2021 entschied Schemion das Poker Hall of Fame Bounty für sich und erhielt ein Bracelet sowie den Hauptpreis von über 170.000 US-Dollar. Ende Juli 2023 spielte er erstmals bei der Triton Poker Series und gewann in London ein 50.000 US-Dollar teures Event mit einer Siegprämie von 1,35 Millionen US-Dollar.

### Preisgeldübersicht
Mit Turniergewinnen von über 8,5 Millionen US-Dollar ist Schemion nach Steve O’Dwyer der zweiterfolgreichste Spieler der European Poker Tour.
| Jahr   | Preisgeld (in $) | Turniersiege |
| ------ | ---------------- | ------------ |
| 2011   | 84.102           | 1            |
| 2012   | 2.070.610        | 4            |
| 2013   | 1.652.677        | 4            |
| 2014   | 2.885.450        | 2            |
| 2015   | 1.519.156        | 0            |
| 2016   | 3.267.426        | 2            |
| 2017   | 2.058.590        | 2            |
| 2018   | 1.437.365        | 1            |
| 2019   | 1.356.206        | 2            |
| 2020   | 0                | 0            |
| 2021   | 445.716          | 1            |
| 2022   | 502.366          | 0            |
| 2023   | 2.558.887        | 2            |
| 2024   | 0                | 0            |
| gesamt | 19.838.551       | 21           |